# Il Calcio Illustrato
Il Calcio Illustrato  (dal 1952 al 1966 Il Calcio e il Ciclismo Illustrato) è stato un settimanale italiano dedicato al calcio pubblicato fra il 1931 e il 1966, e nuovamente tra il 1970 e il 1973.
La rivista, che usciva ogni mercoledì, è rimasta per oltre trent'anni un punto di riferimento per tutti gli appassionati di calcio.

## Storia
Il primo numero, diretto dal fondatore della testata, Leone Boccali,  fu pubblicato il 1º dicembre 1931.
Le pubblicazioni furono interrotte tra il 7 agosto 1966 e il 22 settembre 1970. Si arrivò infatti al numero del 7 agosto 1966 quando apparve l'inserzione: «riprenderemo le pubblicazioni con il numero del 4 settembre»; tuttavia quel numero non arrivò mai in edicola. All'epoca, per molti, il giornale è ormai un ricordo del passato, mentre il ritorno “settembrino” avverrà ben quattro anni più tardi, il 22 settembre 1970.
Il Calcio Illustrato sospese definitivamente le pubblicazioni nel 1973. In seguito la testata (ancora inattiva) fu comprata dal consigliere dell'Associazione Calcio Milan, Giovanni Nardi, ed è stata ceduta poi alla casa editrice bolognese Moruzzi's Group che la sfrutta per realizzare i giornalini della Lega Nazionale Dilettanti.

## Contenuti
La caratteristica saliente del settimanale è sempre stata la ricca illustrazione fotografica posta al centro del commento sportivo.
Costituisce un vero e proprio tesoro per gli amanti della fotografia, come le tecniche usate per ritoccare i particolari delle immagini. Costituisce un documento storico per gli aneddoti raccontati sui singoli personaggi, corredati di spiritose caricature, pungenti battute, caustiche vignette, ancora attuali nei loro argomenti e spunti. Per non dimenticare il fascino delle pubblicità dell'epoca e, infine, le molteplici rubriche che costituiscono la memoria storica di un modo romantico di vedere il calcio. A questo proposito vanno ricordate le vignette del disegnatore umoristico Carmelo Silva i cui disegni costituivano una sorta di moviola ante litteram.